# Donald Miller (Schriftsteller)
Donald „Don“ Miller (* 12. August 1971 in Pearland, Texas) ist ein US-amerikanischer christlicher Autor, Redner und Vordenker. Er lebt in Portland, Oregon.

## Leben
Im Altern von 21 Jahren verließ Miller seinen Heimatort Pearland in Texas und zog nach Portland, Oregon. Sein erstes Buch Prayer and the Art of Volkswagen Maintenance handelt von dieser Autoreise kreuz und quer durch das Land. Das Buch wurde zunächst kaum beworben, aber im Jahr 2005 erfolgreich mit dem Titel Through Painted Deserts neu veröffentlicht. Während dieser Zeit arbeitete Miller als Lektor des christlichen Online-Magazins „roadsearching.com“ und war Besitzer des kleinen Verlags Coffee House Books, der Schulbücher für Home Schooling herausgab.
Das Werk Blue Like Jazz – Nonreligious Thoughts On Christian Spirituality (dt. „Blue Like Jazz – Unfromme Gedanken über christliche Spiritualität“) wurde 2003 zum Bestseller. 2004 veröffentlichte Miller Searching For God Knows What (dt. „Wer braucht schon ein Boot?“), das sich damit befasst, wie das Leben Jesu die menschliche Persönlichkeit veranschaulicht. 2006 erschien To Own A Dragon. In diesem Buch beschäftigt Miller sich damit, wie es ist, ohne Vater aufzuwachsen. Dieses Thema beschäftigte ihn auch darüber hinaus, sodass er das „Mentoring Project“ (ehemals „Belmont Foundation“) gründete, eine gemeinnützige Organisation, die in Partnerschaft mit lokalen Gemeinden, junge Männer ohne Väter an Mentoren vermittelt. Im Herbst 2009 veröffentlichte Miller A Million Miles in a Thousand Years – What I Learned While Editing My Life (dt. „Eine Million Meilen in Tausend Jahren – Was ich beim Umschreiben meines Lebens gelernt habe“). Im selben Jahr begann die Produktion von All Things Converge, einer DVD-Reihe für Kleingruppen, für die Miller bekannte christliche Autoren und Theologen interviewte. Die ersten drei DVDs der Reihe erschienen Ende 2009.
Darüber hinaus ist Miller Gründungsmitglied der „Burnside Writers Collective“, einer Gruppe von Schriftstellern, die für ein Online-Magazin schreiben. Miller ist bekannt dafür, dass er den christlichen Glauben als Beziehung ansieht und nicht als Formel. In Wer braucht schon ein Boot? schreibt er, dass zu viele Christen sich verhalten, als wäre die Bibel eine Art Mathematikbuch, statt einer langen Geschichte über Gottes Beziehung zu Menschen im Rahmen von Freundschaften mit biblischen Gestalten wie Adam, Abraham und Mose. Die Betonung auf diesen erzählenden Aspekt der Bibel machte seine Bücher innerhalb der Emerging-Church-Szene bekannt. Miller selbst zählt sich nicht zu dieser Gruppierung. 2007 gab Miller im Rahmen eines Interviews für den Podcast des „Relevant Magazines“ bekannt, dass er mit Steve Taylor an einem Film arbeite. Es handelte sich hierbei um die Verfilmung von Blue Like Jazz. Als das Filmprojekt aufgrund fehlender Finanzierung zu scheitern drohte, starteten Fans eine Finanzierungskampagne mithilfe des Crowdfundingportals Kickstarter, bei der 345.992 US-Dollar zusammenkamen. Der Film wurde daraufhin in Portland und Oregon gedreht. Am 13. März 2010 hatte der Film auf dem South by Southwest Festival seine Premiere. Einen Monat später kam der Film in die US-amerikanischen Kinos.

## Schriften
- Prayer and the Art of Volkswagen Maintenance: Finding God on the Open Road. Harvest House Publishers 2000
- Blue Like Jazz: Nonreligious Thoughts on Christian Spirituality. 2003
  - Blue Like Jazz: Unfromme Gedanken über christliche Spiritualität. Luqs-Verlag, Burgthann 2010, ISBN 3-940158-01-1
- Searching For God Knows What. 2004
  - Wer braucht schon ein Boot? Über einen Glauben, der trägt. Gerth Medien, Asslar 2006, ISBN 3-86591-111-0
- Through Painted Deserts: Light, God, and Beauty on the Open Road. 2005
- To Own a Dragon: Reflections On Growing Up Without a Father. 2006
- A Million Miles in a Thousand Years. 2009
  - Eine Million Meilen in Tausend Jahren: Was ich beim Umschreiben meines Lebens gelernt habe. Luqs-Verlag, Burgthann 2010, ISBN 3-940158-03-8
- Father Fiction: Chapters for a Fatherless Generation. 2011